# Somalibia bimaculata
Somalibia bimaculata är en skalbaggsart som beskrevs av Schein 1956. Somalibia bimaculata ingår i släktet Somalibia och familjen Cetoniidae. Inga underarter finns listade i Catalogue of Life.